# Stor-Drögtjärnen
Stor-Drögtjärnen är en sjö i Bräcke kommun i Jämtland och ingår i Indalsälvens huvudavrinningsområde. Sjön har en area på 0,144 kvadratkilometer och ligger 362,9 meter över havet. Sjön avvattnas av vattendraget Drögbäcken.

## Delavrinningsområde
Stor-Drögtjärnen ingår i det delavrinningsområde (699583-147139) som SMHI kallar för Ovan Örebäcken. Medelhöjden är 389 meter över havet och ytan är 5,25 kvadratkilometer. Det finns inga avrinningsområden uppströms utan avrinningsområdet är högsta punkten. Drögbäcken som avvattnar avrinningsområdet har biflödesordning 3, vilket innebär att vattnet flödar genom totalt 3 vattendrag innan det når havet efter 203 kilometer. Avrinningsområdet består mestadels av skog (92 procent). Avrinningsområdet har 0,31 kvadratkilometer vattenytor vilket ger det en sjöprocent på 6 procent.